# عين هعيمق
عين هعيمق (بالعبرية: עֵין הָעֵמֶק) هو موشاف يقع في المنطقة الشمالية في إسرائيل. تأسس في عام 1944 على يد مهاجرين من كردستان وامتد على أراضي الريحانية بعد سنة 1948. سُمي بهذا الاسم نسبةً لموقعه حيث يطل على مرج ابن عامر، حيث تعني كلمة عيمق (بالعبرية: עֵמֶק) مرج وكلمة عاين (بالعبرية: עֵין) عين. يبلغ عدد سكانه حسب إحصائيات عام 2017 نحو 767 نسمة. ويتبع إداريًا لمجلس مجيدو الإقليمي.